# Подводные лодки типа «Осётр»
Подводные лодки типа «Осётр» — серия русских подводных лодок, построенных в 1904—1906 годах по образцу американской подлодки «Protector» проекта Саймона Лэка, получившей в России имя «Осётр».

## История
В связи с началом Русско-Японской войны перед Морским техническим комитетом встала задача по максимально быстрому усилению флота в целом, и подводного флота в частности. Наряду с ведущимися отечественными разработками велись работы по приобретению иностранных образцов. Одним из них стала подводная лодка «Protector», построенная по проекту Саймона Лэка в 1901—1902 годах. В 1904 году «Protector» была куплена Россией и тайно вывезена из США.
Позже был заключён контракт на строительство ещё пяти субмарин по несколько изменённому проекту. Эти пять лодок были изготовлены на американской верфи Newport News Shipbuilding & Dry Dock Company и в разобранном виде доставлены в Либаву. По словам лейтенанта П. К. Панютина, заведовавшего сборкой, из-за низкого качества поставляемых деталей лодки приходилось не собирать, а строить.
Затем все лодки кроме Сига были перевезены на Дальний Восток, где они в спешке и плохих технических условиях собирались окончательно.
В Русско-Японской войне лодки практически не успели принять участие.
Отличаясь хорошим управлением под водой, лодки типа «Осётр» тем не менее по сравнению с российскими проектами имели меньшую автономность, меньшую скорость, неприемлемо большое время погружения под воду. Бензиновый двигатель тоже нельзя было отнести к плюсам проекта. Низкое качество сборки приводило к частым поломкам. Лодки эксплуатировались в течение восьми лет, сыграв заметную роль в деле подготовки российских подводников и создания рекомендаций по дальнейшей разработке проектов субмарин. В 1913—1914 годах все лодки отправились на консервацию. В 1922 году их разобрали на металл. Лодки типа «Осётр» стали прототипом для проекта больших подводных лодок «Кайман».

## Представители
| Название | Дата закладки | Спуск на воду   | Ввод в строй |
| -------- | ------------- | --------------- | ------------ |
| Осётр    | 1901          | 1 ноября 1902   | 25 июля 1905 |
| Кефаль   | 1904          | 5 августа 1905  | октябрь 1905 |
| Сиг      | 1904          | 31 августа 1905 | 24 июля 1905 |
| Бычок    | 1904          | 9 ноября 1905   | 1906         |
| Палтус   | 1904          | 29 ноября 1905  | 1906         |
| Плотва   | 1904          | 9 ноября 1905   | 1906         |